# Grzywna krakowska
Grzywna krakowska – dawna jednostka miary stosowana w średniowiecznej i nowożytnej Polsce.
W XIV wieku odpowiadała 196,26 g, na początku XVI wieku – 197,684 g, po 1558 roku – 201,802 g, a po 1650 roku – 201,86 g.
1 grzywna krakowska dzieliła się na:
4 wiardunki =
8 uncji =
16 łutów =
24 skojce =
96 granów =
240 denarów =
480 oboli.
Grzywna krakowska to także jednostka obliczeniowa – jedna grzywna krakowska równała się 48 groszom praskim. Z grzywny krakowskiej srebra wybijano:
- 576 denarów za panowania Władysława Łokietka (1306–1333),
- 768 denarów za Kazimierza Wielkiego (1333–1370),
- 864 denary za Władysława Jagiełły (1386–1434).